# 十三詣り
十三詣りあるいは十三参り（じゅうさんまいり）は旧暦の3月13日前後 （新暦の３月13日から5月13日）に、多福・開運を祈り参拝する祝賀行事である。対象者は本年の干支が生まれ年の干支と同じになった男女(数え年13歳)で、小学5年生から6年生になる時期、早生まれは中学校に入学する年の春に詣でる行事であるが、多くの寺社は年中参拝を受け付けている。
特に京都嵯峨の虚空蔵法輪寺における虚空蔵菩薩への「十三参り」は有名である。虚空蔵菩薩は十三番目に誕生した智恵と福徳を司る菩薩とされる。これに因み別名、知恵詣りまたは智恵もらいとも云う。七五三ほど全国的に一般的ではない

## 概要
十三詣りの由来は諸説あり、13歳は半元服であり大人の仲間入りをする年齢だった説、厄年を迎える初めての年が13歳であり厄払いの意味があった説、虚空蔵菩薩が菩薩の中で13番目に生まれたとされており、これが由来となった説などがある。
初めて大人の寸法（本断ち）の晴れ着を着るが、肩上げを必ずする。この時期にそろえた着物をおりあるごとに着せて、着物になじませ自然に立居振舞を身につけさせるはじめとする。
また、半紙に自分が大切にしている漢字一文字を毛筆でしたため供え、ご祈祷を受けて、最後にお守り・お供物を頂いて帰り親に感謝を述べる。お守りは身につけるようにする。
参詣の帰路、本堂を出たあと、後ろを振り返るとせっかく授かった智恵を返さなければならないという伝承があって、狭い長い石段を降リ切った鳥居をくぐるまでは、または渡月橋を渡り終わるまでは周囲の誘いにも動じず後ろを振り向かないで貫き通す習俗がある（なお、お参りの前に子に教えておくことをすすめる）。
空海がそれによって飛躍的に記憶力を増大させたと言われる虚空蔵求聞持法に由来する。また、13歳という年齢が元服の時期と合致するため、一種の通過儀礼として伝承された。
関西では七五三よりこちらの方が盛んな地域も多く、中でも京都嵐山の法輪寺・大阪の太平寺・奈良の弘仁寺が有名である。関東では村松山虚空蔵堂がある茨城県那珂郡東海村を含む茨城県北部地域で盛ん。栃木県では八溝山麓地方を中心にみられる。浅草寺では3～5月にかけて上記と同様の参拝客が目に付くようになった。